# Wędrowny handlarz
Wędrowny handlarz – powieść autorstwa polskiego pisarza Wiesława Wernica z 1973 roku. 
Książka opowiada o przygodach doktora Jana - przyjaciela trapera Karola Gordona. Akcja tej powieści przygodowej dzieje się na Dzikim Zachodzie. Doktor Jan ma wyruszyć razem z Karolem Gordonem do ich wspólnego znajomego, seniora Gonzalesa. Niespodziewany list od szeryfa Adamsa powoduje, że Karol musi pilnie wyruszyć do Arizony. Doktor Jan udaje się więc na granicę Meksyku i USA wraz ze swoim pacjentem, który zajmował się handlem z Apaczami. Po drodze natrafiają jednak na wyprawę myśliwską, której przewodnicy mają zamiar obrabować jej uczestników. Mimo głupoty niemających pojęcia o realiach Zachodu myśliwych udaje się powstrzymać bandytów.